# Россия в энергетическом секторе Европы
Россия в энергетическом секторе Европы является крупным поставщиком ископаемого топлива в европейские страны. В 2021 году она стала крупнейшим экспортером нефти и природного газа в Европейский Союз, на её долю пришлось 40 % поставок газа, потребляемого в ЕС.
«Газпром» осуществляет экспорт природного газа в страны Европы. Под его контролем находятся дочерние компании и инфраструктурные активы в европейских странах.
Европа рассматривала зависимость от российского топлива в качестве риска для собственной энергетической безопасности.
Для сокращения импорта российских энергоносителей европейцы расширяли долю возобновляемых источников энергии. Россия, в свою очередь, перенаправила часть экспорта в Китай по существующему трубопроводу.
Европейская комиссия и Международное энергетическое агентство озвучили план по полному отказу от российского топлива к 2030 году.
Зависимость Европейского Союза и, косвенно, Великобритании от поставок российского газа возросла с 25 % от общей потребности региона в 2009 году до 32 % в 2021 году. Потребление газа за рассматриваемый период не увеличилось, но добыча упала примерно на треть, это было компенсировано увеличением импорта.
В 2022 году Россия поставила в ЕС лишь около 60 миллиардов кубометров газа. Годом ранее поставки составили 155 миллиардов кубометров. Причинами столь резкого снижения поставок стали санкции ЕС против России и диверсия на трубопроводе «Северный поток».

## История
В 1949 г. США приняли Закон об экспортном контроле (Export Control Act of 1949), вводивший ограничения на экспорт американских энергетических технологий и оборудования в страны Восточного блока и учредили Координационный комитет по многостороннему экспортному контролю (КОКОМ; Coordinating Committee for Multilateral Export Controls, COCOM), в который наряду со странами НАТО вошли Япония и Австралия. Почти сразу запрет КОКОМ коснулся сферы добычи, переработки и транспортировки углеводородов, а также атомной энергетики. В 1958 году европейские страны НАТО добились снятия запрета КОКОМ на экспорт в СССР труб большого диаметра для нефтепровода «Дружба», были подписаны контракты на их поставку со сталелитейными компаниями ФРГ, Италии, Великобритании и Франции.
США в ответ обвинили европейских партнеров в помощи СССР в создании военной инфраструктуры Организации Варшавского договора и в ноябре 1962 года во время Карибского кризиса добились введения эмбарго НАТО на поставки Советскому Союзу труб большого диаметра.
В мае 1969 г. министр иностранных дел СССР А. А. Громыко предложил ФРГ организовать поставки советского газа в обмен на трубы и нефтегазовое оборудование. Эта бартерная схема формально не нарушала действующих запретов и в феврале 1970 г. страны подписали контракт по формуле «газ — трубы». Вскоре на тех же условиях была организована работа с британскими, французскими и итальянскими компаниями. В рамках этой схемы в 1974—1979 гг. был построен магистральный газопровод «Союз», а в начале 80-х началось строительство газопровода Уренгой-Помары-Ужгород.
С приходом к власти Рональда Рейгана в 1981 г. США вернулись к политике активного сдерживания СССР в энергетической сфере. Пакет санкционных мер был обнародован 29 декабря 1981 г. и был формально увязан с введением военного положения в Польше. Американским компаниям было запрещено поставлять в СССР нефтегазовое оборудование для строительства газопровода «Уренгой — Помары — Ужгород». В июне 1982 г. Вашингтон ужесточил санкции, распространив их на нефтегазовую продукцию, производимую зарубежными филиалами американских компаний и иностранными компаниями по американским лицензиям. Поскольку решение затронуло интересы западноевропейских компаний, это привело к кризису в трансатлантических отношениях. В июле — августе 1982 г. ФРГ, Франция, Великобритания и Италия объявили американские санкции незаконными и рекомендовали своим производителям работать в прежнем режиме, поставки нефтегазового оборудования в СССР продолжились. США ответил введением новых санкций. Кризис был разрешен в ноябре 1982 года, когда руководство США приняло решение снять санкции, это произошло после смерти Л. И. Брежнева.
К моменту распада СССР 95 % газопроводов из России в Европу проходили по территории Украины. Начиная с 1992 года в двусторонних экономических отношениях стран появилась проблема задолженности Украины за энергоресурсы. В августе 1993 г. Россия впервые приостановила поставки газа на Украину в связи с неуплатой. Ситуация неоднократно повторялась: Россия обвиняла Украину в несанкционированном отборе транзитного газа для внутреннего потребления и невыполнении обязательств и перекрывала газ, Украина в ответ обещала уступки в различных внешнеполитических вопросах, поставки газа возобновлялись.
В результате переговоров Украина согласилась передать в 1999—2001 гг. в счёт задолженности восемь стратегических бомбардировщиков ТУ-160, три ТУ-95МС и около 600 крылатых ракет Х-22, стоявших на вооружении дальней авиации, а также наземное оборудование.
8 августа 2004 г. было подписано дополнительное соглашение к контракту между «Газпромом» и «Нафтогазом», согласно которому для Украины была установлена фиксированная цена на российский газ — 50 долларов США за тысячу кубометров до 2009 года. Среднеевропейская цена в этот период составляла 160—170 долларов США за тысячу кубометров. Это объяснялось расчетом на присоединение Украины к Соглашению о формировании Единого экономического пространства (ЕЭП) с Белоруссией, Казахстаном и Россией.
С приходом к власти В.Ющенко в 2005 году двусторонние отношения обострились, в этот период между странами произошел ряд газовых конфликтов.
Строительство газопровода «Северный Поток — 1» началось в апреле 2010 года в бухте Портовая в Финском заливе. Прокладка первой трубы была завершена в мае 2011 года. Подводные работы завершились в июне 2011 года. В августе 2011 года «Северный поток» был подключен к немецкому трубопроводу OPAL, первая партия газа была закачана в сентябре 2011 года. Строительство второй трубы было завершено в августе 2012, открытие произошло в октябре 2012 года.Официальное открытие трубопровода прошло в ноябре 2011 года, в церемонии в Лубмине приняли участие канцлер Германии Ангела Меркель, президент России Дмитрий Медведев, премьер-министр Франции Франсуа Фийон и премьер-министр Нидерландов Марк Рютте. В 2021 году по трубопроводу было транспортировано 59,2 миллиарда кубических метров природного газа.
В 2011 году началось строительство газопровода «Северный поток — 2» с целью увеличения доступной мощности вдвое — до 110 миллиардов кубических метров. Строительство было завершено в сентябре 2021 года, но газопровод так и не был введен в эксплуатацию. В процессе реализации, проект столкнулся с критикой со стороны восточноевропейских членов ЕС и США.

## Поставки трубопроводного газа

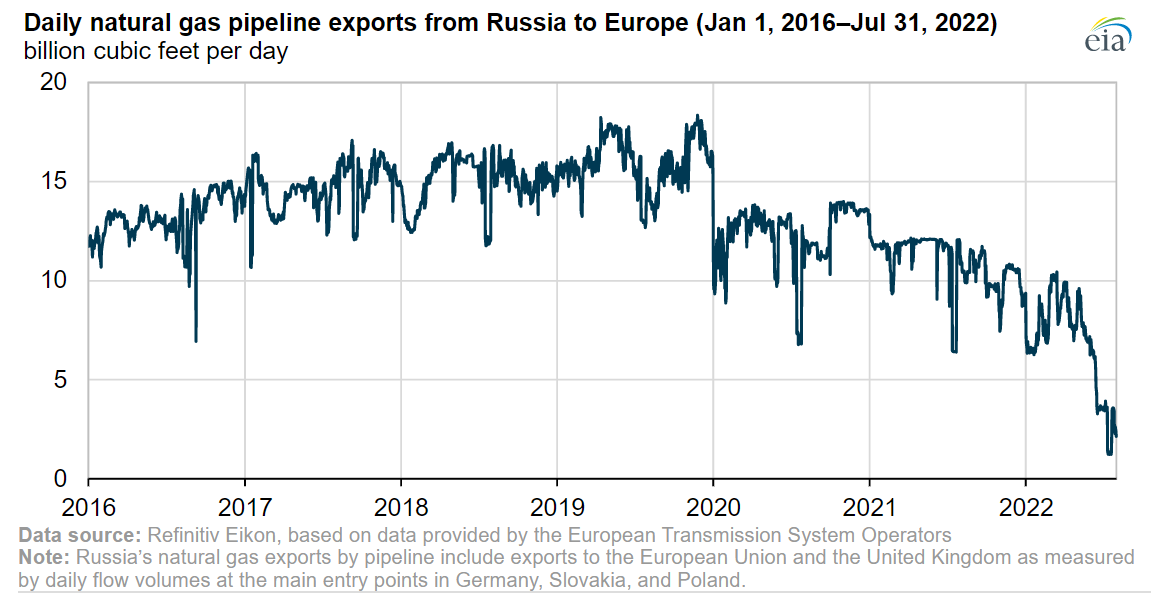
Экспорт российского природного газа в Европу, Январь 2016-Июль 2022

Рост крупных российских газовых компаний (таких как «Газпром»), а также увеличение добычи ископаемого топлива в России с 1990-х годов способствовали значительному увеличению объемов российского газа на европейском рынке.
По состоянию на 2009 год российский природный газ поставлялся в Европу по 22 трубопроводам, из которых три были прямыми (в Финляндию, Эстонию и Латвию), четыре проходили через Белоруссию, пять — через Украину 9 из Норвегии, 1 из Туниса, 1 из Марокко, 1 из Ливии и 1 из Турции.

Доля российского природного газа во внутреннем потреблении в странах ЕС в 2013 году:
- Эстония 100 %
- Финляндия 100 %
- Латвия 100 %
- Литва 100 %
- Словакия 100 %
- Болгария 97 %
- Венгрия 83 %
- Словения 72 %
- Греция 66 %
- Чехия 63 %
- Австрия 62 %
- Польша 57 %
- Германия 46 %
- Италия 34 %
- Франция 18 %
- Нидерланды 5 %
- Бельгия 1,1 %

В 2011 году открылся трубопровод «Северный поток-1», проложенный в Германию через Балтийское море.
С 2000-х годов подход к ценообразованию на рынке природного газа в Европе сместился от долгосрочных контрактов, привязанных к ценам на нефть, к конкурентному ценообразованию. Это стало результатом регулирования со стороны руководства ЕС. В результате доля поставок газа по рыночным ценам выросла с 30 % в 2010 году до 80 % в 2020 году, что позволило странам ЕС сэкономить около 70 миллиардов долларов в 2010-х годах, в основном благодаря разработке дешевого сланцевого газа в США. Международное энергетическое агентство подсчитало, что из-за глобального энергетического кризиса 2021 года общая стоимость импорта газа ЕС за год оказалась на 30 миллиардов долларов выше, чем при предыдущем режиме ценообразования.
В 2021 году на долю России приходилось 45 % импорта природного газа в ЕС.

## Поставки СПГ
В 2017 году Россия стала одним из основных поставщиков сжиженного природного газа (СПГ) в Европу за счет начавшего работу «Ямал СПГ». В 2018 году около 6 % поставок российского газа в Европу приходилось на сжиженный природный газ (СПГ).
ЕС является крупнейшим импортером СПГ, в первой половине 2022 года блок импортировал более 65 миллиардов кубических метров СПГ в регазифицированной форме на сумму более 60 миллиардов евро. За этот же период США стали крупнейшим поставщиком СПГ в ЕС, на их долю пришлось около 50 % от общего объема импорта. Импорт СПГ призван диверсифицировать поставки, чтобы снизить зависимость ЕС от российского трубопроводного газа.
Для транспортировки природного газа на большие расстояния, его необходимо охладить до −160° по Цельсию и сжать до перехода в жидкую форму. В результате данного процесса его объем уменьшается в 600 раз. Таким образом, для использования СПГ требуются терминалы для сжижения и регазификации, строительство которых обычно занимает около пяти лет.
Плавучие терминалы СПГ имеют более низкую первоначальную стоимость, по сравнению со стационарными береговыми терминалами. Это преимущество уравновешивается более высокими эксплуатационными расходами из расчета на кубометр газа.
По данным Международного газового союза, для использования плавучих терминалов требуется глубоководный порт, а также инфраструктура для хранения и транспортировки газа на суше.
По оценкам аналитиков, для отказа от российского газа Европе потребуется импортировать около 200 миллионов тонн СПГ. Германии потребуется около 40 миллионов тонн СПГ, чтобы заменить 50 миллиардов кубических метров российского трубопроводного газа. Страна арендовала несколько плавучих установок для хранения и регазификации СПГ.
О планах арендовать плавучие терминалы также заявляли Франция и Италия.
Для транспортировки СПГ, эквивалентного объему российского трубопроводного газа потребуется 160 новых танкеров по цене 220 млн долларов на общую сумму 35,2 миллиарда долларов. Поставки составят 1 800 судовых партий в год (около 5 в день).
С начала вооруженного противостояния на Украине в 2022 году, импорт СПГ в Европу увеличился на 58 %. Германия, Греция, Италия, Ирландия, Франция, Нидерланды и Польша заявили о планах расширения инфраструктуры для экспорта СПГ.
Отмечается, что трубопроводный газ предпочтительнее с точки зрения экологии: традиционная добыча природного газа выделяет меньше выбросов, чем гидроразрыв, кроме того в результате процессов сжижения и последующей регазификации теряется от 8 % до 25 % энергии в связи с работой компрессоров. Дополнительно, при перевозке морским транспортом происходит загрязнение окружающей среды, которое тем больше, чем длиннее маршрут транспортировки.
Целесообразность инвестиций в инфраструктуру СПГ в долгосрочной перспективе остаётся спорной, поскольку российский трубопроводный газ может поставляться на более выгодных условиях и не требует расходов на морскую транспортировку и регазификацию.
По данным CapraView, около 50 % экспорта российского СПГ за первые десять месяцев после начала вооруженного конфликта на Украине, пошли в Европу, это принесло России около 14 миллиардов долларов дохода. Согласно Kpler, Бельгия и Испания почти удвоили импорт российского СПГ за 12 месяцев с начала конфликта.
Комиссар ЕС по энергетике Кадри Симсон назвал рост импорта российского СПГ репутационным риском в контексте декларируемых усилий по сокращению доходов России.
По мнению аналитиков, прекращение импорта российского СПГ нанесет вред самой ЕС, вызвав рост цен на газ. При этом снижения доходов России не произойдет, поскольку она сможет перенаправить освободившийся СПГ на азиатские рынки.
В апреле 2024 года Reuters сообщило о росте импорта СПГ из России в Испанию. В марте показатель составил около 26% от общего объема импортируемого газа. Таким образом, Россия стала вторым по величине поставщиком газа в страну после Алжира. В первом квартале 2024 года Россия поставила в Испанию 23% от общего объема импортируемого газа. Министр энергетики Тереза Рибера призвала Европейскую комиссию выработать общий подход к запрету российского газа; заявление было сделано в контексте призывов руководства Литвы к полному отказу от российского СПГ.

## Поставки нефти
Европейский рынок был главным экспортным направлением для российской нефти. В 2002 году экспорт нефти на европейский рынок превысил 144 млн тонн, что составило 78 % общего объема экспорта.
Поставки осуществлялись:
- через морские терминалы в Новороссийске, Одессе (Украина) и Туапсе на Черном море, в Бутинге (Литва) и Приморске на Балтийском море;
- через нефтепровод «Дружба» в Германию, Польшу, Чехию, Словакию, Венгрию и страны бывшей Югославии;
- по железной дороге в Финляндию, Польшу, Румынию и Эстонию[51].

В 2005 г. в России экспорт нефти составил 250 млн тонн, нефтепродуктов — 95 млн тонн. На страны ЕС пришлось 72 % российского экспорта нефти и свыше 60 % экспорта нефтепродуктов. Поставки нефти и газа в Европейский союз осуществлялись главным образом с месторождений Западной Сибири.
В 2018 г. объем добычи нефти в России составил 556 млн тонн, объем экспорта составил 256 млн тонн из которых 151 млн тонн пошли в страны Европы. Крупнейшими европейскими потребителями российской нефти стали Нидерланды (18,9 % в стоимостной структуре российского экспорта нефти), Германия (9,3 %), Польша (6,6 %), Италия (6,6 %), Финляндия (3,7 %).
В результате пандемии COVID-19 спрос на нефть в Европе сократился на 12,8 % при общемировом снижении на 8,5 %.
После украинского кризиса 2014 года страны Запада (в ответ на аннексию Крыма Российской Федерацией) ввели санкции против компаний российского ТЭК, включавшие запрет на поставку инновационных технологий и ограничения в финансовой сфере. Однако в 2020 году Европа оставалась крупнейшим покупателем российской нефти, закупив 138 млн тонн (этот объём составлял 53 % от общего объема российского экспорта (260 млн тонн); для Европы он составил около четверти её импорта).
После введения запрета на экспорт российской нефти (в связи с её действиями на Украине) доля стран ЕС в российском нефтяном экспорте снизилась до 28 % в ноябре 2022 года.

## Поставки угля
Согласно исследованию европейских ученых, опубликованному в 2017 году, для достижения целей, установленных Парижским соглашением, все угольные электростанции в ЕС должны быть закрыты к 2030 году. Самым дешевым способом сократить выбросы оказался поэтапный отказ от использования угля в электроэнергетике и его замена на энергоэффективные и возобновляемые источники энергии. Половина европейских угольных электростанций располагается в Германии и Польше, на их долю приходится более половины выбросов углекислого газа на континенте.
В 2020 году правительство Германии согласовало с региональными властями план поэтапного отказа от угольных электростанций к 2038 году.
Польша заявила о намерении продолжать использование угля в электроэнергетике до 2049 года.
К началу конфликта на Украине около 45 % всего угля импортировалось из России, доля российского импорта составляла 70 % в энергетического угля и 20-30 % металлургического угля. Наиболее зависимыми от российских ресурсов оказались Германия, Польша, Италия и Нидерланды — в каждой из перечисленных стран более 65 % общего импорта приходилось на долю РФ.
10 августа 2022 года в рамках пятого пакета санкций ЕС против России вступил в силу запрет ЕС на импорт всех видов российского угля.
В том же году ряд государств ЕС (Германия, Австрия, Нидерланды) активизировали использование угля для экономии газа в связи с развернувшимся в Европе энергетическим кризисом.
После ослабления ограничений ЕС на транспортировку российского угля в третьи страны, его морской экспорт достиг в 2022 году максимальных объемов с 2017 года. После запрета ЕС ключевыми покупателями стали Турция и Китай.

## Поставки топлива для АЭС

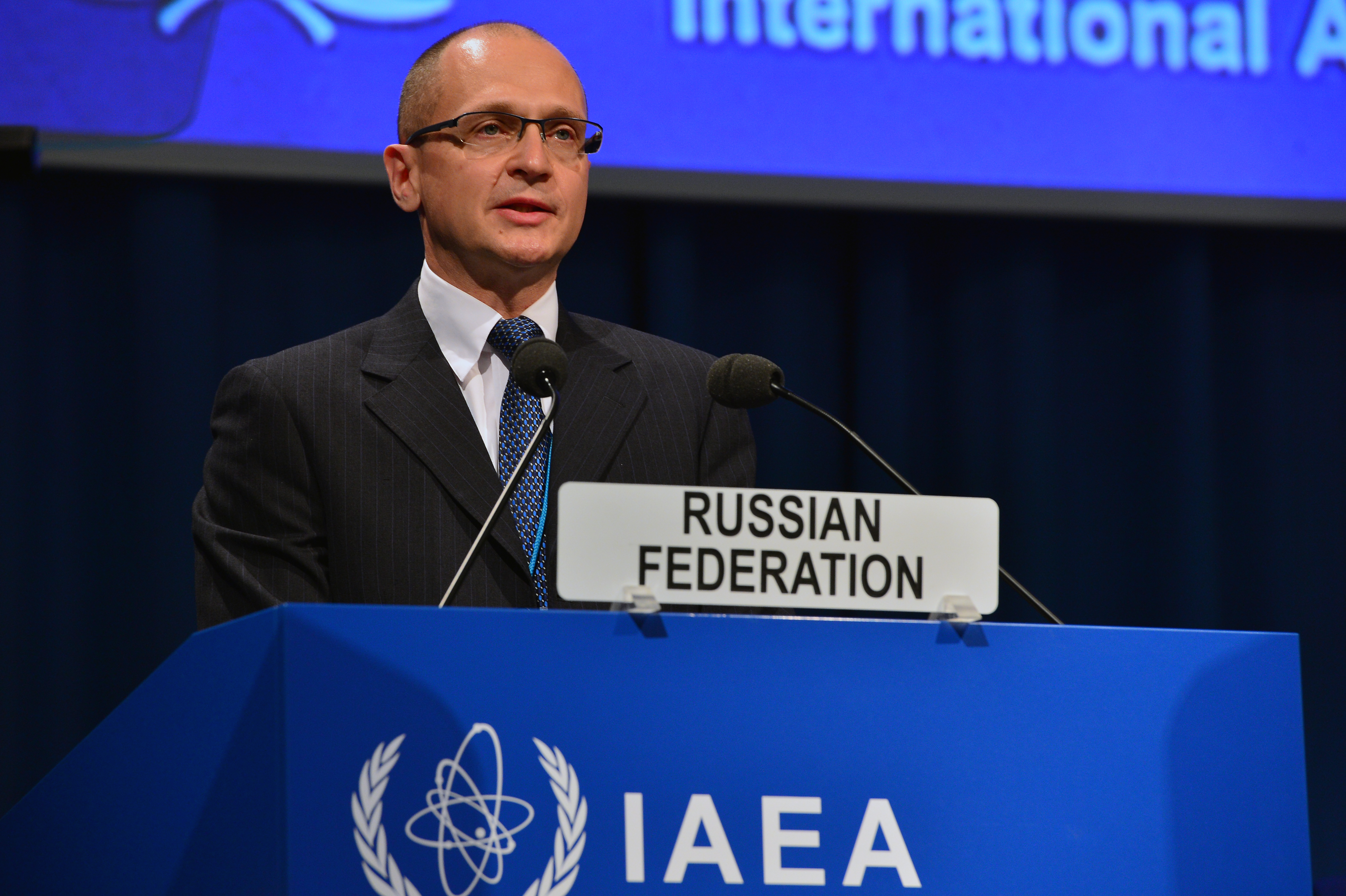
Сергей Кириенко, глава государственной корпорации Росатом с 2005 по 2016

Россия — один из основных поставщиков ядерного топлива в ЕС. В 2021 году Россия обеспечила 20 % импорта природного урана и 30 % обогащенного урана и 25 % услуг по переработке странам блока. По оценкам Investigate Europe, в 2021 году расходы ЕС на импорт природного урана из России составили около 210 миллионов евро, при этом еще 245 миллионов евро блок заплатил за уран из Казахстана, где его добыча контролируется Росатомом.
В Европе функционируют 18 ядерных реакторов советского образца. Они находятся в Финляндии, Словакии, Венгрии, Болгарии и Чехии и используют услуги и топливо от Росатома. В августе 2022 года Венгрия заявила о контракте с «Росатомом» на строительство еще двух реакторов на АЭС «Пакш». В начале февраля 2023 года был введен в эксплуатацию новый реактор российско-советского типа в Словакии.
После начала украинского конфликта Швеция отказались от закупок российского ядерного топлива. Финляндия вышла из сделки с Росатомом на строительство новой АЭС. При этом восточноевропейские страны, ранее входившие в сферу влияния СССР продолжали эксплуатировать водо-водяные реакторы типа ВВЭР, построенные в эпоху холодной войны. Большинство этих энергоблоков используют российское топливо. Альтернативным поставщиком топлива для подобных реакторов является американская компания Westinghouse Electric Company, покрывающая часть потребностей в топливе для АЭС для Украины, которая не сможет полностью отказаться от российского топлива до 2030 года. Аналогичная ситуация имеет место в Болгарии, Чехии, и в Финляндии, поскольку поиск других поставщиков на данном рынке затруднен и занимает длительное время.
Сложности с отказом от взаимодействия с Россией объясняются занимаемым положением доминирующего игрока на мировом рынке ядерного топлива. В 2022 году Росатом стал мировым лидером по обогащению урана и занял третье место по его добыче и изготовлению топлива. Важным отличием концерна от западных конкурентов является его участие во всех этапах производства — от добычи руды до обогащения и доставки топлива. Позиция холдинга на рынке дополнительно укрепилась после банкротства ряда компаний в связи с аварией на Фукусиме в 2011 году, в частности французской компании Areva SA. Росатом также отвечает также за разработку и производство российских ядерных вооружений и осуществляет контроль над ЗАЭС после её захвата российскими войсками.
Украинские чиновники неоднократно выступали с просьбами ввести санкции, в частности в связи с захватом российскими войсками ЗАЭС в 2022 году.
В апреле 2022 года Европейский парламент выпустил резолюцию, в которой призвал к немедленному эмбарго на российское ядерное топливо и призвал государства члены прекратить любое сотрудничество с «Росатомом» как по существующим, так и по новым проектам.
По данным Politico, вопрос о санкциях против российского ядерного сектора был закрыт практически без обсуждений, встретив яростное сопротивление Венгрии. Ситуация дополнительно осложняется отсутствием необходимых свободных мощностей для обогащения урана в мире.

## Динамика доли России в импорте энергоносителей в ЕС
| 2005   | 2006 | 2007   | 2008   | 2009   | 2010   | 2011   | 2012   | 2013   | 2014   | 2015   |
| ------ | ---- | ------ | ------ | ------ | ------ | ------ | ------ | ------ | ------ | ------ |
| 34.6 % | 33 % | 32.1 % | 31.2 % | 27.6 % | 26.8 % | 28.3 % | 27.8 % | 32.4 % | 29.7 % | 29.4 % |

| 2005   | 2006   | 2007   | 2008   | 2009   | 2010   | 2011   | 2012   | 2013   | 2014   | 2015   |
| ------ | ------ | ------ | ------ | ------ | ------ | ------ | ------ | ------ | ------ | ------ |
| 30.5 % | 31.2 % | 31.2 % | 29.8 % | 31.5 % | 32.4 % | 32.8 % | 31.8 % | 31.9 % | 28.9 % | 27.7 % |

| 2005   | 2006   | 2007   | 2008   | 2009   | 2010   | 2011   | 2012 | 2013   | 2014   | 2015   |
| ------ | ------ | ------ | ------ | ------ | ------ | ------ | ---- | ------ | ------ | ------ |
| 20.2 % | 21.4 % | 21.5 % | 22.7 % | 26.2 % | 22.8 % | 22.9 % | 23 % | 25.9 % | 25.9 % | 25.8 % |